# J. D. Vance
James David Vance (rođen kao James Donald Bowman; Middletown, Ohio, 2. kolovoza 1984.) američki je političar, odvjetnik, pisac i veteran američkih marinaca koji od 2023. služi kao senator iz države Ohio. Izabran je za potpredsjednika Sjedinjenih Američkih Država na izborima 2024. godine.
Nakon što je završio srednju školu u Middletownu, Vance je od 2003. do 2007. služio kao borbeni dopisnik. Godine 2009. diplomirao je na Državnom sveučilištu Ohio, a 2013. je diplomirao na Pravnom fakultetu Sveučilišta Yale.
Godine 2021. Vance je započeo političku karijeru kao republikanski kandidat na izborima za Senat Sjedinjenih Država u Ohiju 2022. godine, na kojima je pobijedio demokratskog kandidata Tima Ryana. U početku se protivio kandidaturi Donalda Trumpa na izborima 2016., ali je od tada postao njegov pristaša. Trump je 15. srpnja 2024. nominirao Vancea za svog potpredsjednika na Republikanskoj nacionalnoj konvenciji u Milwaukeeju.
Vancea su nazivali nacionalnim konzervativcem i populistom. Na društvenim pitanjima promiče izrazito konzervativnu politiku, protiveći se pobačaju, istospolnim brakovima i kontroli oružja, te zalagajući se za zabranu pornografije i transrodne zdravstvene skrbi za maloljetnike. Protivi se američkoj vojnoj pomoći Ukrajini. Podržava Izrael u ratu Izraela i Hamasa, a najveću prijetnju američkoj sigurnosti vidi u Kini.

## Osobni život
Vance je odrastao u Middletownu u siromašnoj obitelji sa samohranom majkom i bakom. U djetinjstvu je bio zlostavljan, a njegova majka bila je ovisnica o psihoaktivnim drogama.
Godine 2011. na Sveučilištu Yale upoznao je sadašnju suprugu, Ushu Chilakuri, Indijku rođenu u San Diegu. Par ima troje djece: sinove Ewana i Viveka, te kćer Mirabel.
Rođen je u protestantskoj obitelji, ali se kolovoza 2019. krstio u Katoličkoj Crkvi u Cincinnatiju.